# Aloe lanzae
Aloe lanzae é uma espécie de liliopsida do gênero Aloe, pertencente à família Asphodelaceae.